# Callitriche platycarpa
Callitriche platycarpa  (лат.) — вид двудольных растений рода Болотник (Callitriche) семейства Подорожниковые (Plantaginaceae). Впервые описан немецким ботаником Фридрихом Кютцингом в 1832 году.
В некоторых источниках считается синонимом болотника короткоплодного (Callitriche cophocarpa).

## Распространение, описание
Распространён главным образом в Западной Европе: в Бельгии, Чехии, Дании, Франции, Германии, Ирландии, Италии, Люксембурге, Нидерландах, Польше, Швейцарии и Великобритании; незначительные субпопуляции имеются также на Пиренейском полуострове. Типовой экземпляр собран в Германии.
Водное растение, растущее в пресных водоёмах. Листорасположение розеточное; листья прикреплены к нитевидному (диаметром меньше 1 мм) стеблю.

## Замечания по охране
По данным Международного союза охраны природы вид не имеет угроз существованию (статус «LC»). Численность экземпляров растения, по-видимому, продолжает увеличиваться.

## Синонимы
Синонимичные названия:
- Callitriche aquatica subsp. platycarpa (Kütz.) Bonnier & Layens
- Callitriche font-queri P.Allorge
- Callitriche platycarpa var. elongata Kütz.
- Callitriche platycarpa var. latifolia Kütz.
- Callitriche platycarpa var. rigidula Kütz.
- Callitriche platycarpa var. sterilis Kütz.
- Callitriche platycarpa var. undulata Kütz.
- Callitriche stagnalis var. platycarpa (Kütz.) Lloyd & Fouc.
- Callitriche stagnalis subsp. platycarpa (Kütz.) Nyman